# Celama derasa
Celama derasa är en fjärilsart som beskrevs av Hans Zerny 1933. Celama derasa ingår i släktet Celama och familjen trågspinnare. Inga underarter finns listade i Catalogue of Life.